# Speonomus alticola
Speonomus alticola es una especie de escarabajo del género Speonomus, familia Leiodidae. Fue descrita por Henri Coiffait en 1947. Se encuentra en Francia.